# Liège-Bastogne-Liège sub-23
A Liège-Bastogne-Liège sub-23 (em francês e oficialmente: Liège-Bastogne-Liège Espoirs) é uma corrida de ciclismo profissional belga, como seu próprio nome indica limitada a corredores sub-23 e "irmã menor" da Liège-Bastogne-Liège, se disputando uma semana antes da sua homónima sem limitação de idade.
Criada em 1986 as suas primeiras edições foram amador. Desde a criação dos Circuitos Continentais UCI em 2005 quando faz parte do UCI Europe Tour os dois primeiros anos na categoria 1.2 (última categoria do profissionalismo); depois na categoria criada no 2007 também dentro da última categoria do profissionalismo: 2.ncup (Copa das Nações UCI); e finalmente na categoria específica criada em 2007 para corredores sub-23, mas também dentro da última categoria do profissionalismo: 1.2U.
Tem uns 180 km em seu traçado, uns 80 km menos que sua homónima sem limitação de idade ainda que com similares cotas.
A diferença da sua homónima sem limitação de idade, não está organizada por ASO (organizadora também da Tour de France entre outras).

## Palmarés
Em amarelo: edição amador.
| Ano  | Ganhador             | Segundo               | Terceiro             |
| ---- | -------------------- | --------------------- | -------------------- |
| 1986 | Frans Maassen        | Yves Van Royen        | Carlos Malfait       |
| 1987 | Stephan Rakers       | Peter De Clercq       | Krist Brulez         |
| 1988 | Marcel Derix         | Benny Ansems          | Thierry Bock         |
| 1989 | Philippe Mathy       | Ronny Thomas          | Patrick Philippaerts |
| 1990 | Sandro Bottelberghe  | Fabrice Naessens      | Georges Wattiaux     |
| 1991 | Pierre Herinne       | Jan Boven             | Léon van Bon         |
| 1992 | Laurent Eudeline     | Jan Boven             | Stéphane Cueff       |
| 1993 | Marc Janssens        | Leith Sherwin         | Léon van Bon         |
| 1994 | Franck Laurance      | Denis François        | Stig Guldbaek        |
| 1995 | Raivis Belohvoščiks  | Casper Van der Meer   | Gert Vanderaerden    |
| 1996 | Raivis Belohvoščiks  | Kristof Trouvé        | Kris Matthijs        |
| 1997 | Christian Poos       | Karsten Kroon         | Ondřej Sosenka       |
| 1998 | Frédéric Drillaud    | Nicolas Fritsch       | Gaël Moreau          |
| 1999 | Philippe Koehler     | Wesley Theunis        | Charles Wegelius     |
| 2000 | Jurgen Van Goolen    | Wim Van Huffel        | Grégory Faghel       |
| 2001 | Ruslan Gryshchenko   | Tom Boonen            | Andrey Kashechkin    |
| 2002 | Christophe Kern      | Mikhail Timochine     | Steven Caethoven     |
| 2003 | Johan Vansummeren    | Jurgen Van den Broeck | Pieter Weening       |
| 2004 | Branislau Samoilau   | Mads Christensen      | Laurent Arn          |
| 2005 | Martin Pedersen      | Anders Lund           | Ruslan Sambris       |
| 2006 | Kai Reus             | Tom Stamsnijder       | Dmitry Kozontchuk    |
| 2007 | Grega Bole           | Anthony Roux          | Andrius Buividas     |
| 2008 | Jan Bakelants        | Romain Zingle         | Jan Ghyselinck       |
| 2009 | Rasmus Guldhammer    | Romain Zingle         | Dennis Van Winden    |
| 2010 | Ramūnas Navardauskas | Nicki Østergaard      | Sebastian Lander     |
| 2011 | Tosh Van Der Sande   | Romain Bardet         | Matthias Allegaert   |
| 2012 | Michael Valgren      | Ian Boswell           | Joshua Berry         |
| 2013 | Michael Valgren      | Nathan Brown          | Jasper Stuyven       |
| 2014 | Anthony Turgis       | Dylan Teuns           | Tao Geoghegan Hart   |
| 2015 | Guillaume Martin     | Silvio Herklotz       | Tao Geoghegan Hart   |
| 2016 | Logan Owen           | Pavel Sivakov         | Ruben Guerreiro      |
| 2017 | Bjorg Lambrecht      | James Knox            | Lucas Hamilton       |
| 2018 | João Almeida         | Andrea Bagioli        | Alexys Brunel        |
| 2019 | Kevin Vermaerke      | Viktor Verschaeve     | Tobias Foss          |

## Palmarés por países
| País           | Vitórias |
| -------------- | -------- |
| Bélgica        | 9        |
| França         | 7        |
| Países Baixos  | 4        |
| Dinamarca      | 3        |
| Letônia        | 2        |
| Estados Unidos | 2        |
| Luxemburgo     | 1        |
| Ucrânia        | 1        |
| Bielorrússia   | 1        |
| Eslovênia      | 1        |
| Lituânia       | 1        |
| Portugal       | 1        |